# Pueblo visigodo

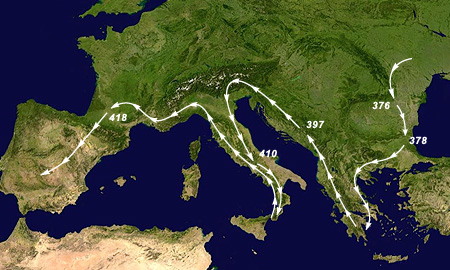
Recorrido de las campañas visigodas en tiempos de Alarico I.

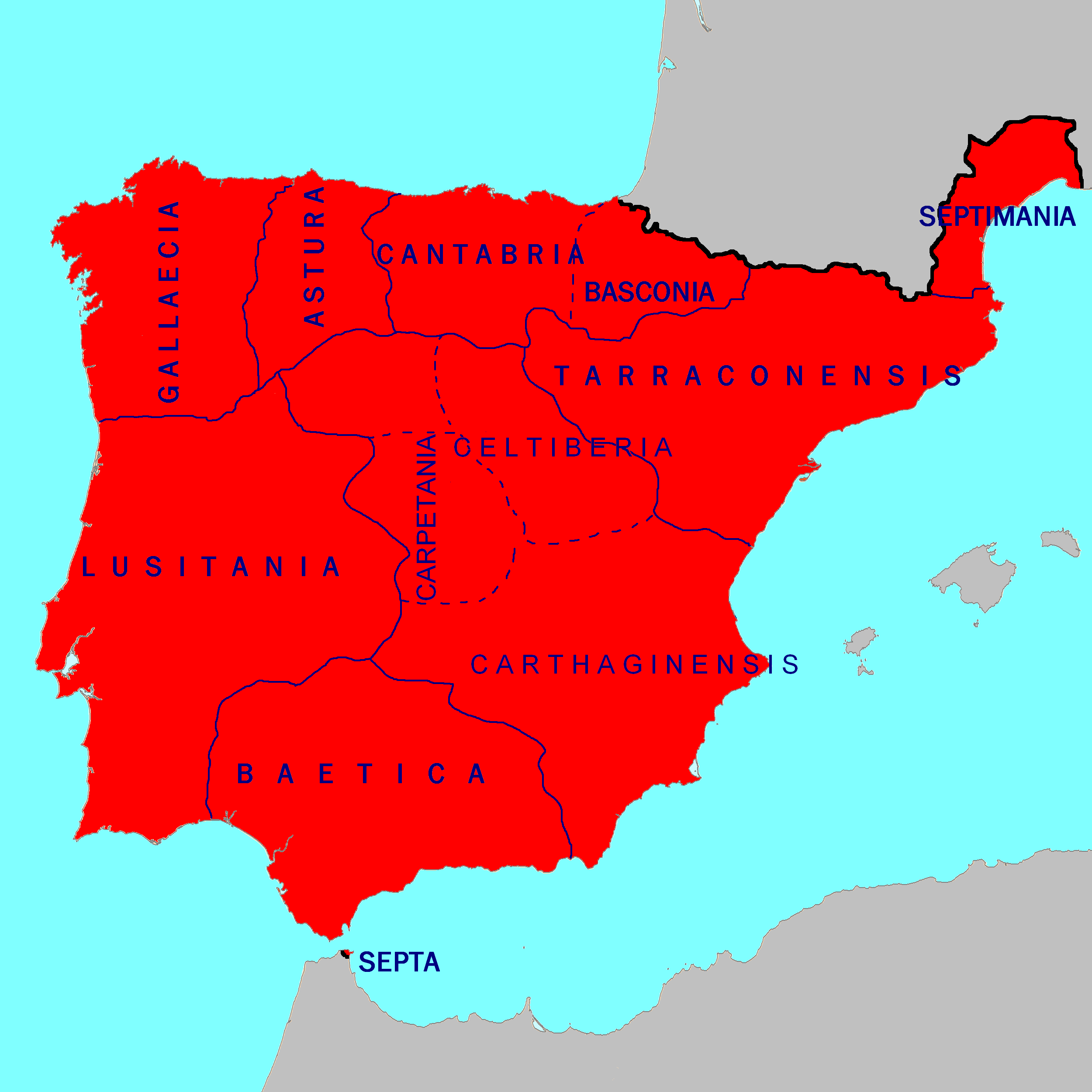
Reino visigodo y las provincias de la Hispania visigótica (625 a 711).

Los visigodos fueron una rama de los pueblos godos, que a su vez pertenecen a los pueblos germánicos orientales, llamados pueblos bárbaros, y que vivieron dentro del Imperio romano durante la antigüedad tardía. Surgieron primero en los Balcanes de grupos góticos anteriores (posiblemente de los tervingios)que habían invadido el imperio romano a partir de 376 y habían derrotado a los romanos en la batalla de Adrianópolis en el año 378. 
Las relaciones entre los romanos y los visigodos variaron, pactando cuando era conveniente y enfrentándose en batalla si era necesario. Bajo el mando de Alarico I invadieron el Imperio occidental y saquearon Roma en el año 410, período durante el cual Alarico empezó a ser llamado su rey. Más tarde se establecieron en el sur de la Galia como foederati del Imperio romano, donde crearon un reino con capital en Tolosa, cuya autoridad se extendió a Hispania aprovechando el vacío de poder que había dejado la caída del Imperio romano de Occidente, a expensas de los suevos y vándalos. En el año 507, fueron derrotados por los francos de Clodoveo I en la batalla de Vouillé, a partir de la cual el reino visigodo se limitó a Hispania, conservando la Septimania al otro lado de los Pirineos.
Los visigodos eran una minoría gobernante sobre la población hispanorromana, separados de ella fundamentalmente por sus creencias religiosas, ya que eran cristianos arrianos, mientras que la población local era cristiana romana. La conversión del rey Recaredo I posibilitó la convivencia de ambos pueblos, y el reino consolidó su poder con el apoyo de la Iglesia.
Los visigodos no dominaron por completo la península ibérica hasta finales del siglo VII. Los alanos, un pueblo de origen iranio, los vándalos y los suevos ocupaban grandes territorios en Hispania. Los dos primeros, con preeminencia de los vándalos, se trasladaron a África, donde crearon un Estado poderoso con centro en Cartago.
En cuanto a los suevos, fue el primer pueblo germánico en crear un reino cristiano de Europa Occidental en 411 que resistió hasta 585, a partir de un foedus o tratado de paz estable con los romanos, formando su propio reino en Gallaecia, con 174 años de duración,[cita requerida] y al igual que el reino godo en continuo conflicto de sucesiones reales (electas), con la población hispanorromana, terratenientes armados y la Iglesia Occidental ("Católica"), pues ellos profesaban la arriana. Su capital era Bracara Augusta, la actual Braga, y abarcaba la provincia romana de Gallaecia y media Lusitania, haciendo incursiones por las provincias de Bética (Emerita, Hispalis) y Tarraconensis (Soria) hasta el año 585 al intervenir (Leovigildo/Hermenegildo en las luchas por el trono de los visigodos), siendo Hispalis (Sevilla) el teatro de operaciones. El rey suevo Miro apoya a Hermenegildo (583), que termina jurando fidelidad a Leovigildo, y tras tomar Sevilla y a los sublevados, ataca la Gallaecia en 585, apoderándose del Tesoro Real. En el tramo pirenaico, los vascones presentaron una tenaz resistencia al dominio visigodo y parece que también lo hicieron los cántabros y los astures, aunque las fuentes al respecto son escasas. En la región de la provincia Cartaginense se mantuvo una precaria administración romana bajo soberanía visigoda, hasta que en el siglo VI fue reconquistada por el Imperio y se convirtió en la provincia de Spania, la cual -después de un siglo- cayó nuevamente en poder de los visigodos.
Fue dentro de lo que son actualmente España y Portugal donde los visigodos crearon el Estado por el que más se les recuerda. Durante su gobierno de Hispania, los visigodos construyeron numerosas iglesias, que han sobrevivido, y dejaron muchos artefactos que han sido descubiertos en cantidades cada vez mayores por arqueólogos en años recientes, destacando entre ellos el Tesoro de Guarrazar de coronas votivas y cruces. Cerca del año 589, los visigodos bajo el mando de Recaredo I se convirtieron del arrianismo al cristianismo niceno, adoptando gradualmente la cultura de sus súbditos hispanorromanos. Su código legal, el Lex visigothorum (traducido al romance como Fuero juzgo), que se completó en 654, abolió la antigua práctica de aplicar leyes diferentes para romanos y visigodos. Una vez cesaron las distinciones legales entre romani y gothi, fueron conocidos de manera colectiva como hispani.
En el siglo que siguió, la región fue dominada por los Concilios de Toledo y el episcopado y se sabe poco más de la historia de los visigodos. El reino de los visigodos estuvo aquejado por frecuentes disputas sucesorias, las cuales posibilitaron su derrota por los musulmanes del norte de África. En el año 711, un ejército invasor de árabes y bereberes derrotó a los visigodos en la batalla de Guadelete. El rey visigodo, Roderico (Rodrigo) y muchos miembros de su élite gobernante murieron en batalla y su reino colapsó rápidamente, y si bien se mantuvieron núcleos de resistencia en Septimania y en Asturias, el pueblo visigodo desapareció como tal, mezclado con los hispanorromanos y sustituido por el califato omeya. A esto le siguió la subsecuente creación del reino de Asturias en el norte de España y el comienzo de un largo proceso denominado Reconquista por parte de tropas cristianas comandadas por Don Pelayo. 
Los visigodos fundaron las únicas nuevas ciudades en Europa occidental desde la caída de la mitad occidental del Imperio romano hasta el ascenso de la dinastía carolingia. Muchos nombres visigodos se usan aún en los idiomas modernos del castellano y el portugués. Con todo, su legado más notable fue la Lex visigothorum, que sirvió entre otras cosas como la base de los procedimientos judiciales en la mayor parte de la Iberia cristiana hasta la Baja Edad Media, siglos después de la desaparición de su reino.

## Tervingios y greutungos

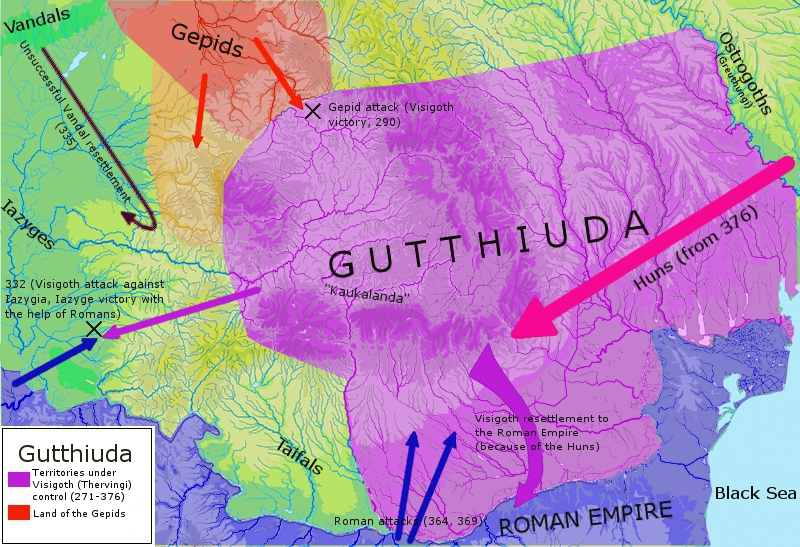
Gutthiuda, el territorio de la confederación tervingia del Danubio en el siglo IV.

La división de los godos se menciona por vez primera en 291, donde aparecen los tervingios. Esta primera mención tuvo lugar en un elogio al emperador Maximiano (285-305), pronunciado en el año 291 o poco después (o quizá pronunciado en Tréveris el 20 de abril de 292) y tradicionalmente atribuido a Claudio Mamertino, que dice que los «tervingios, otra división de los godos» (Tervingi pars alia Gothorum) se unieron a los taifalos para atacar a los vándalos y a los gépidos. El término «vándalos» puede estar equivocado y referirse en realidad a los victohali, porque alrededor del año 360 el historiador Eutropio narra que Dacia estaba entonces (nunc) habitada por los taifalos, victohali y tervingios.
Las referencias contemporáneas a las tribus góticas usaban los términos Vesi, Austrogothi, Tervingi y Greuthungi. La mayor parte de estudiosos han concluido que los términos Vesi y Tervingi se empleaban ambos para referirse a una misma tribu particular, mientras que los términos Ostrogothi y Greuthungi se utilizaban para referirse a otra. Herwig Wolfram indica que las fuentes primarias no mezclan los nombres de los pueblos: estas mencionan, por un lado, la pareja tervingios-greutungos y, por otro, la pareja vesi-ostrogodos y no en otra combinación, aunque ocasionalmente se enumeran los cuatro nombres como Gruthungi, Austrogothi, Tervingi, Visi. Según Herwig Wolfram, en la Notitia dignitatum los vesi son igualados a los tervingios en una referencia a los años 388-391; esto no está claro en la propia Notitia. Hay un gran debate erudito sobre la identificación de los vesi con los tervingios y de los greutungos con los ostrogodos. Que los tervingios fueran los visigodos y los greutungos los ostrogodos es algo que también indica Jordanes, que identificó a los reyes visigodos desde Alarico I hasta Alarico II como los herederos del juez tervingio Atanarico del siglo IV y los reyes ostrogodos desde Teodorico el Grande hasta Teodato como los herederos del rey greutungo Hermanarico. Esta interpretación, sin embargo, aunque muy divulgada entre los eruditos actuales, no es universal.
Para Wolfram existe una continuidad entre tervingios y visigodos y entre greutungos y ostrogodos. Las derrotas godas en la época de Claudio II y Aureliano habrían hecho que los godos se escindieran. Al este del Dniéster permanecieron los greutungos, y en el Bajo Danubio los tervingios constituyeron junto con otros pueblos, como los taifalos o sármatas, una confederación de pueblos que estuvo encabezada por un juez, Atanarico. De esta confederación de pueblos surgirían los visigodos. Para Heather, por el contrario, la división de los godos se produjo por la invasión de los hunosː los visigodos resultarían de una mezcla de tervingios y greutungos y seguidores de Radagaiso, que se establecieron al sur del Danubio a finales del siglo IV; mientras que los ostrogodos serían el resultado de la unión de fuerzas de Teodorico II y Teodorico el Grande a fines del siglo V. Roger Collins cree que la identidad visigótica surgió de la Guerra gótica (376-382), cuando tervingios, greutungos y otros contingentes «bárbaros» formaron un ejército federado al este de los Balcanes que no se integró en la sociedad romana y que, por tanto, no podían ser reconocidos únicamente como tervingios.
Wolfram indica que Vesi y Ostrogothi eran los términos que cada tribu empleaba para autodescribirseː los vesi eran los 'buenos', ‘nobles’, y los ostrogodos eran los 'godos del sol naciente', en tanto que Tervingi y Greuthungi eran identificadores geográficos con los que cada tribu describiría a la otra tribu, lo que explicaría que estos últimos términos dejaran de usarse después del año 400, cuando los godos habían sido desplazados por las invasiones de los hunos.
El término visigodo es una invención del siglo VI. Casiodoro, que era un romano al servicio del rey Teodorico el Grande, inventó el término Visigothi para hacer la correspondencia con el de Ostrogothi; así, pensando que este último término significaba godos orientales, se inventó un término para designar a los godos occidentales. El término visigodo fue empleado en el mismo reino visigodo, pues así consta en sus relaciones diplomáticas con Italia en el siglo VII.

## Historia

Invasiones godas en el Imperio romano de Oriente en 267-269.

Durante el siglo III los pueblos godos greutungos y tervingios, efectuaron incursiones contra el Imperio, destacando las del 251 (contra Moesia y Tracia), la del 258-259 (contra la costa del mar Negro, Propóntide, las islas del Egeo, Éfeso, Atenas y otros puntos) y la del 269 (contra Creta, Chipre, Tesalónica y otros puntos). Entre los años 270 y 273, el emperador romano Aureliano abandonó la Dacia, región al norte del Danubio, y los tervingios emprendieron hacia el 300 la ocupación del territorio, y entraron como mercenarios al servicio de los romanos.

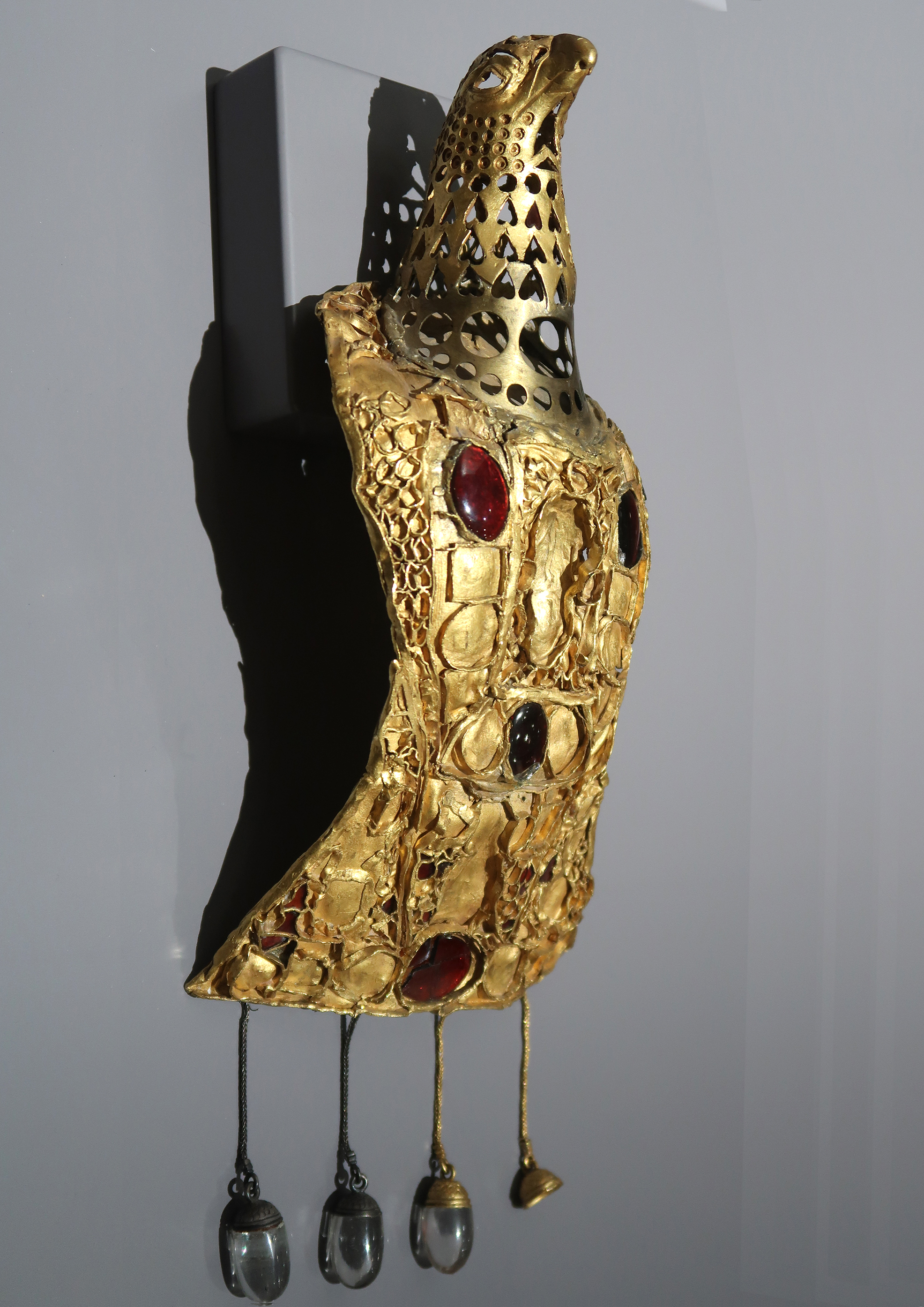
El tesoro de Pietroasa conocido como «Gallina de oro con polluelos» descubierto en Pietroasele, Rumania, atribuido a los visigodos.

### Penetración en el Imperio romano
Hacia el año 370 los greutungos estaban gobernados por un rey llamado Hermanarico o Ermrich, el primer rey histórico de la dinastía de los Amelungos, quien hubo de enfrentarse en el 375 a los hunos dirigidos por Balamber. Hermanarico, ya anciano, fue gravemente herido en un atentado y se suicidó ante una inminente derrota, sucediéndole Vitimiro, cuyo intento de resistir a los hunos no tuvo éxito y él mismo resultó muerto, de modo que los gretungos fueron sometidos por los hunos.
Pero los tervingios al mando de Alavivo y Fritigerno, que eran unos doscientos mil, se reunieron en la orilla norte del Danubio y pidieron al Imperio, contra el que habían combatido unos años antes, que les aceptara en sus territorios y se les otorgaran tierras donde asentarse. A este grupo se le permitió asentarse en la orilla sur del Danubio y los Balcanes (Tracia y Moesia). Pero la explotación a que fueron sometidos por los funcionarios imperiales y por jefes militares romanos les creó una situación insostenible para su orgullo. Fritigerno y los grandes terratenientes visigodos presentarían quejas y el general romano Lucipino intentó asesinar a Fritigerno durante un banquete; el intento fracasó y Lucipino resultó muerto. Fritigerno y los visigodos se rebelaron (377) en Marcianópolis (Moesia Inferior), venciendo a las fuerzas imperiales en batalla de Adrianópolis (9 de agosto de 378) en cuyo combate murió el emperador Valente. Su sucesor, Teodosio, tras combatirles algún tiempo, ajustó con ellos la paz (381), pero hubo de asentarlos más firmemente en el Imperio y darles un papel importante en el ejército.

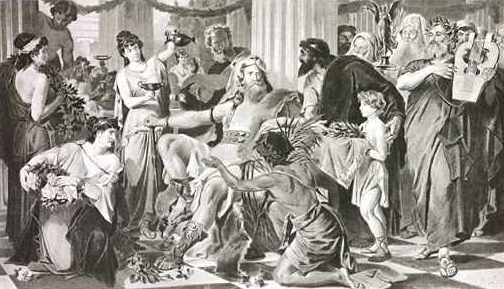
Alarico I, el primero en gobernar a todos los visigodos, importante incursor en el Imperio romano. Reproducción fotográfica de 1894 de una pintura de Ludwig Thiersch.

Los visigodos obtuvieron una participación destacada en las guerras civiles de 388 (contra Magno Clemente Máximo) y 394 (contra el pagano Eugenio). Cuando murió Teodosio (17 de enero de 395) el imperio de este se dividió: el Oriente quedó para su hijo Arcadio y el Occidente se asignó a su segundo hijo, Honorio, que solo tenía 11 años, por lo que Teodosio le había designado como regente al general Estilicón, jefe de su ejército. Los visigodos eran gobernados por Alarico I, al que Jordanes indicó que pertenecía al linaje de los baltos, como un medio de incrementar su prestigio. Alarico atacó Constantinopla y asoló Grecia entre los años 395 y 398. El general Estilicón logró expulsarlos de Grecia, pero el emperador, temeroso del poder del general, designó a Alarico gobernador de Iliria, logrando con ello cinco años de paz (396 a 401).
Gala Placidia, nacida en el año 391 e hija de Teodosio estaba, desde niña, comprometida en matrimonio con un hijo de Estilicón, cuando los visigodos conducidos por Alarico penetraron el año 401 en el norte de Italia. Estilicón, fue ejecutado en las revueltas posteriores al año 406 y el compromiso de Gala quedó sin efecto. Alarico invadió Italia con su ejército, se dirigió hacia Roma e impuso como gobernante a un romano, Átalo. No pudo someter a Honorio, aunque en agosto de 410 pudo entrar en Roma y sus godos la saquearon obteniendo, también, a Gala Placidia como la parte del botín más importante. Posteriormente se dirigió al sur para ocupar Sicilia con intención de controlar África, principal centro de aprovisionamiento romano. Falleció a poco de intentar cruzar el mar y su sucesor, Ataúlfo, desestimó este intento y se volvió al norte, pero para buscar un acuerdo con Honorio, para servirle, se casó con su cautiva Gala Placidia en Narbona, el año 414.

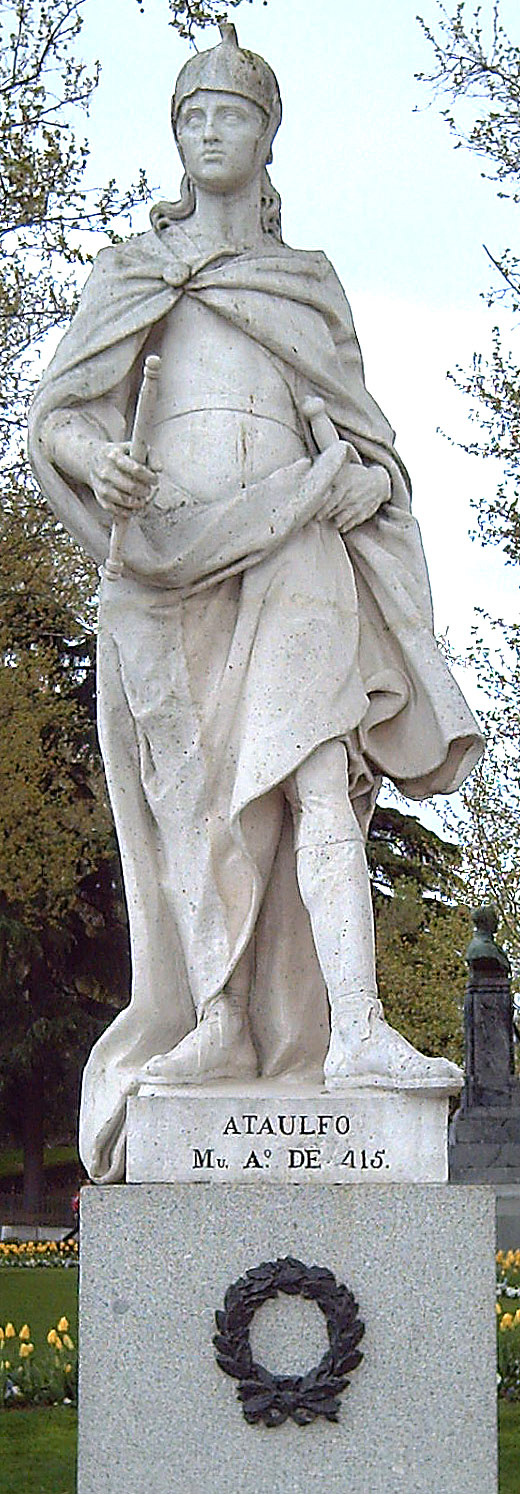
Estatua de Ataúlfo. Pactó con Honorio la salida de Italia a cambio de la cesión del gobierno de las Galias.

### El saqueo de Roma
En 401, Alarico invadió el Imperio occidental por primera vez pero fue vencido cerca de Pollentia (6 de abril de 402) y después en Verona. Probablemente, Estilicón negoció con Alarico su ayuda para la guerra que este preparaba contra el Imperio oriental, y se cree que le fue ofrecido el puesto de magister militum en Iliria, con unos límites que entraban en contradicción con las reivindicaciones territoriales de Oriente. El partido nacionalista romano, tal vez instigado por el gobierno de Constantinopla, acusó a Estilicón de preparar la entrega del Imperio a Alarico y urdió un complot. Estalló una revuelta de tropas que obligó a Estilicón a refugiarse en una iglesia, donde fue asesinado en el momento de salir (tras prometérsele que salvaría la vida si salía) por Olimpio, bajo órdenes del emperador Honorio (23 de agosto de 408). Alarico invadió Italia por segunda vez y obtuvo nuevas concesiones de Honorio que se había establecido en Rávena pero, una vez que se retiraron los visigodos, Honorio no mantuvo sus promesas. Los visigodos marcharon hacia Roma y apoyaron, en 409, la proclamación de un usurpador llamado Prisco Átalo, que era de origen jonio y probablemente arriano quien concedió a Alarico el título de magister peditum.
Pero Átalo no quiso o no pudo cumplir sus promesas y el rey visigodo regresó a Roma poniéndole sitio. Por primera vez en su historia desde la invasión gala, Roma cayó ante un rey extranjero. Después de ser tomada por Alarico, este depuso al usurpador (24 de agosto de 410) y sus hombres saquearon la Ciudad Eterna durante tres días, tras lo cual la abandonaron, llevándose con ellos a Átalo y a Gala Placidia, hermana de Honorio. De Roma pasaron al sur, donde devastaron Campania, Apulia y Calabria. Alarico murió en el sitio de Cosenza (410) y le sucedió su cuñado Ataúlfo. Este salió de Italia para unirse al usurpador Jovino en la Galia aunque, al poco, pactó con Honorio eliminarle a cambio de suministros. La caída de Roma fue un golpe muy duro para el mundo romano de esa época, porque a la Ciudad Eterna se la creía inexpugnable.

### Asentamiento en las Galias
Los visigodos bajo Ataúlfo dejaron Italia (412) y a cambio de tierras por paz, fueron al centro y al sur de las Galias y posteriormente, al norte de Hispania. Las largas y complejas luchas de Ataúlfo para dominar el sur de las Galias le ocuparon varios años (411 a 414). En 414 el rey Ataúlfo, que tras una alianza con Honorio y con el magister militum Constancio, había vuelto a actuar por su cuenta, se casó con Gala Placidia, hermana de Honorio que había sido raptada por Alarico. Constancio fue enviado a la zona y los visigodos fueron derrotados en Marsella. Constancio logró desviar a Ataúlfo hacia Hispania (lo que le permitía conservar el sur de la Galia), y los visigodos entraron en la Tarraconense en 415.
Ese mismo año Ataúlfo fue asesinado en Barcelona. Walia, su sucesor, trató de establecer a su pueblo en África, pero una tempestad dio al traste con sus intenciones. Los visigodos, faltos de víveres, acordaron una alianza con el Imperio romano, en nombre del cual se encargarían de combatir a los suevos, alanos, vándalos asdingos y vándalos silingos, que ocupaban las provincias de Hispania (excepto la Tarraconense), y a entregar a Gala Placidia; a cambio Honorio les enviaría suministros. Así, los visigodos acabaron con los vándalos silingos de la Bética y los alanos de la Lusitania, tras lo cual, el gobierno de Rávena les concedió un asentamiento en el sur de la Galia en el 418.

### Reino visigodo

Reino de Tolosa alrededor del año 500 (inexacto, pero útil para comparar).

#### Reino visigodo de Tolosa
En 418, en virtud de un pacto se asentaron en la provincia romana de Aquitania Secunda en el sur de las Galias y pudieron fundar un reino con capital en Tolosa (actual Toulouse).
Intervinieron como aliados del Imperio para someter a otras tribus en Hispania y en 451 participaron en la derrota de los hunos en la batalla de los Campos Cataláunicos.
La cúspide del poder visigodo fue alcanzada durante el reinado de Eurico (466-484), quien completó la conquista de Hispania, salvo la Gallaecia (en poder de los suevos hasta 585, año en que la conquistó Leovigildo).
En 507, Alarico II fue derrotado en Vouillé por los francos de Clodoveo I, lo que llevó a los visigodos a perder todas sus posesiones al norte de los Pirineos excepto la Septimania o Galia Narbonense (de población galorromana). Esta provincia, de vital importancia para el comercio de la época, se mantuvo hasta el final en poder del reino visigodo de Hispania. Las ciudades de Narbona y Toledo (la capital del reino Visigodo de Hispania) constituyeron los polos de la política visigoda.

#### Reino visigodo de Toledo

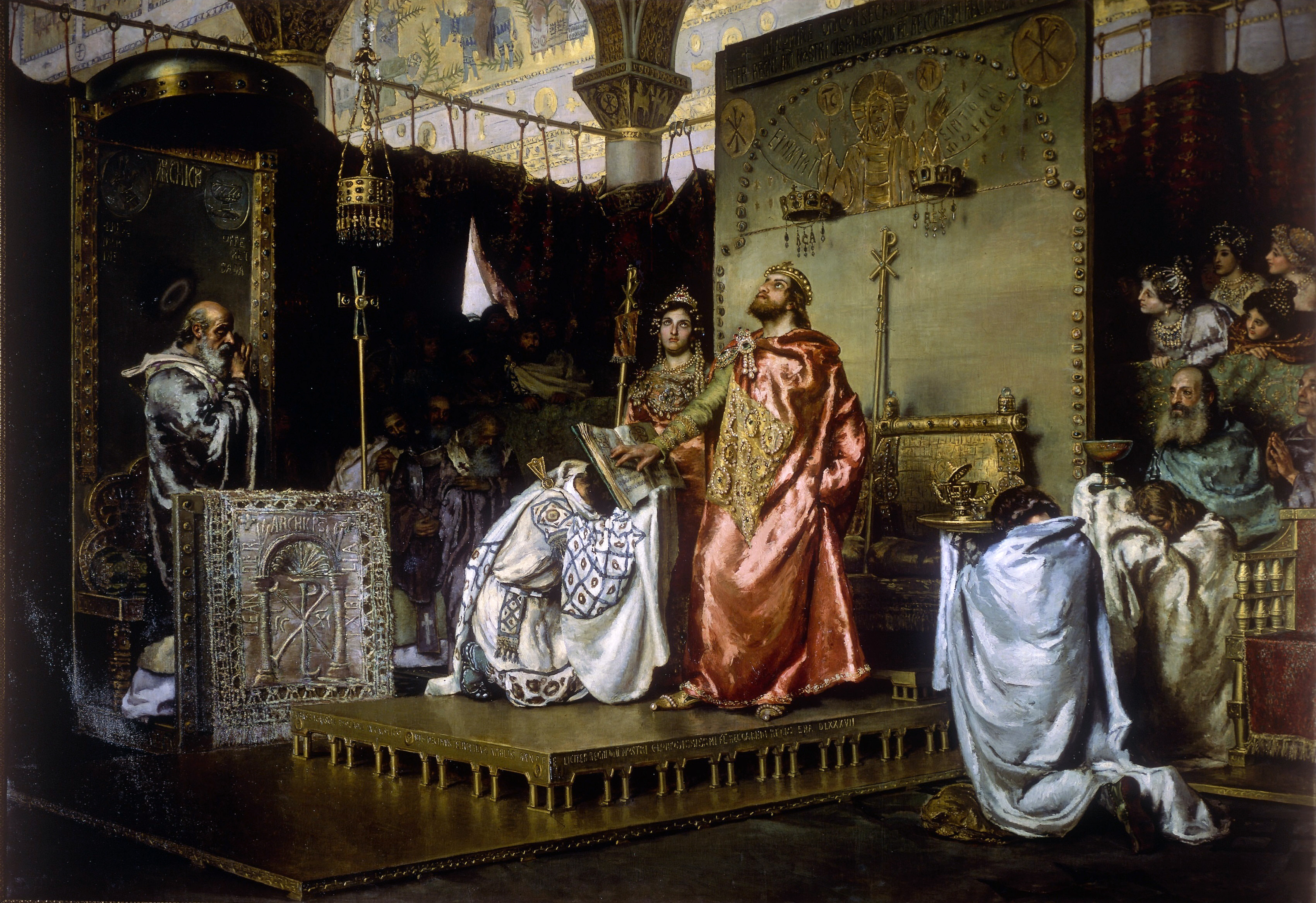
Conversión de Recaredo I del arrianismo al catolicismo, por Muñoz Degrain. Palacio del Senado, Madrid.

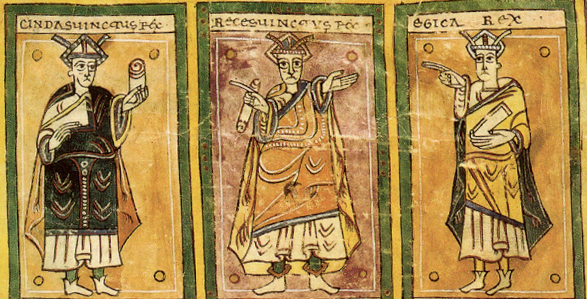
Reyes visigodos (Chindasvinto, Recesvinto y Égica) según el Códice Vigilano (Codex Vigilanus).

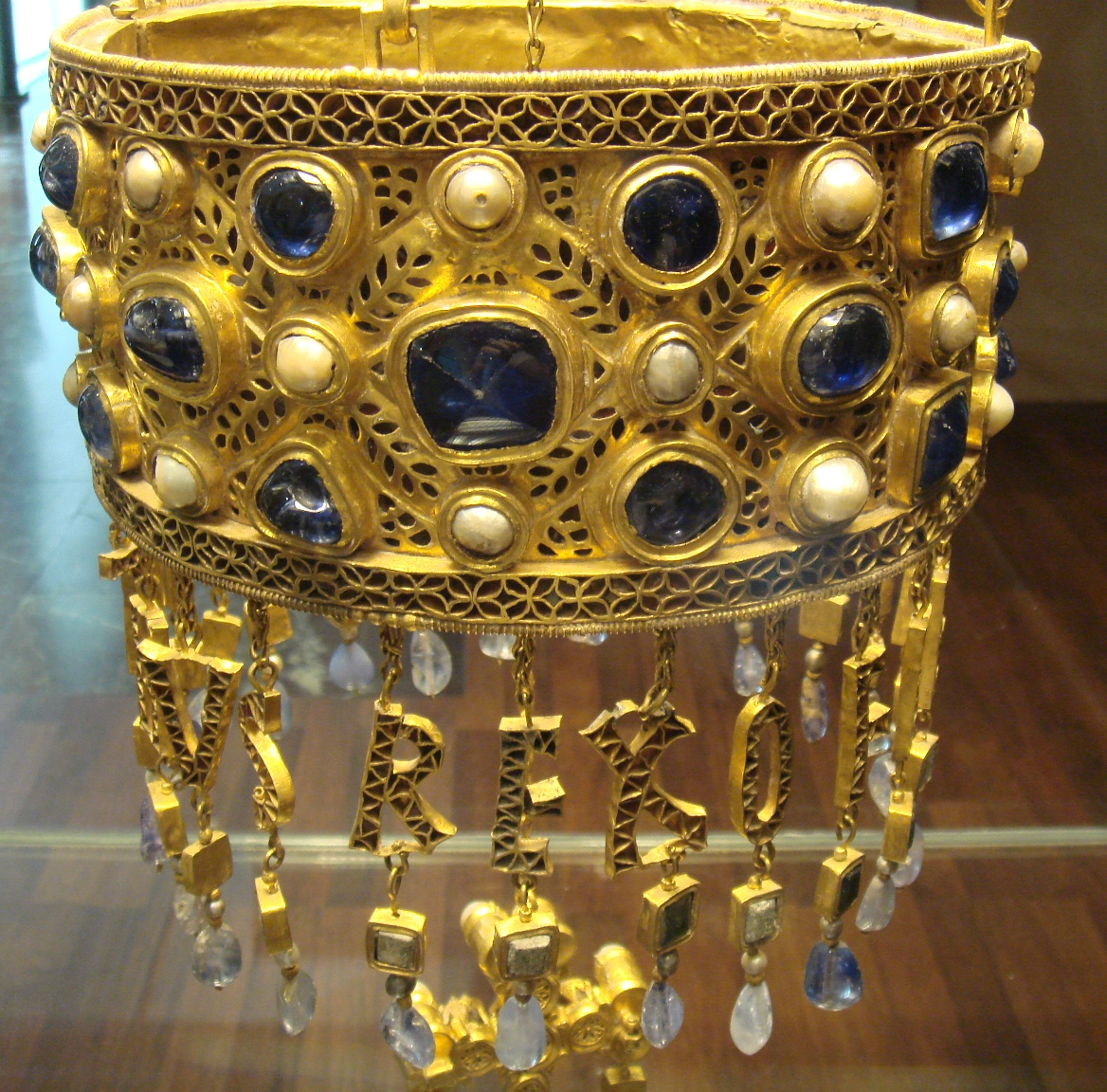
Corona votiva del rey Recesvinto.

Los visigodos entraron en la península en 427 al mando de Teodorico I con el encargo de someter a otros pueblos germánicos a cambio de tierras. Exterminaron a los alanos, arrinconaron a los suevos en su territorio de su Foedus (Galleacia), acabaron con los vándalos silingos y obligaron a los vándalos asdingos a trasladarse a África.
Tras un período de dominación ostrogoda, Amalarico restablece la independencia del reino y establece la capital en Narbona, hasta que los francos penetran en la Narbonense y huye a Barcelona. Posteriormente Toledo (la antigua Toletum) llegaría a constituirse en la nueva capital visigoda de Hispania.
Bajo el reinado de Atanagildo los bizantinos se instalaron en el Levante, y no fueron expulsados hasta el reinado de Suintila en 625. Durante el reinado de Leovigildo se consolida el estado visigodo al que se incorpora el reino suevo. Su sucesor Recaredo se convierte al catolicismo y bajo su reinado tiene lugar el III Concilio de Toledo.
El rey Recesvinto impuso (hacia 654) la ley visigótica común a ambos súbditos godos y romanos, que hasta entonces habían vivido bajo diferentes códigos legales (ver leyes Germánicas). Los Concilios de Toledo se convirtieron en la fuerza principal del Estado visigodo, como consecuencia del debilitamiento de la monarquía

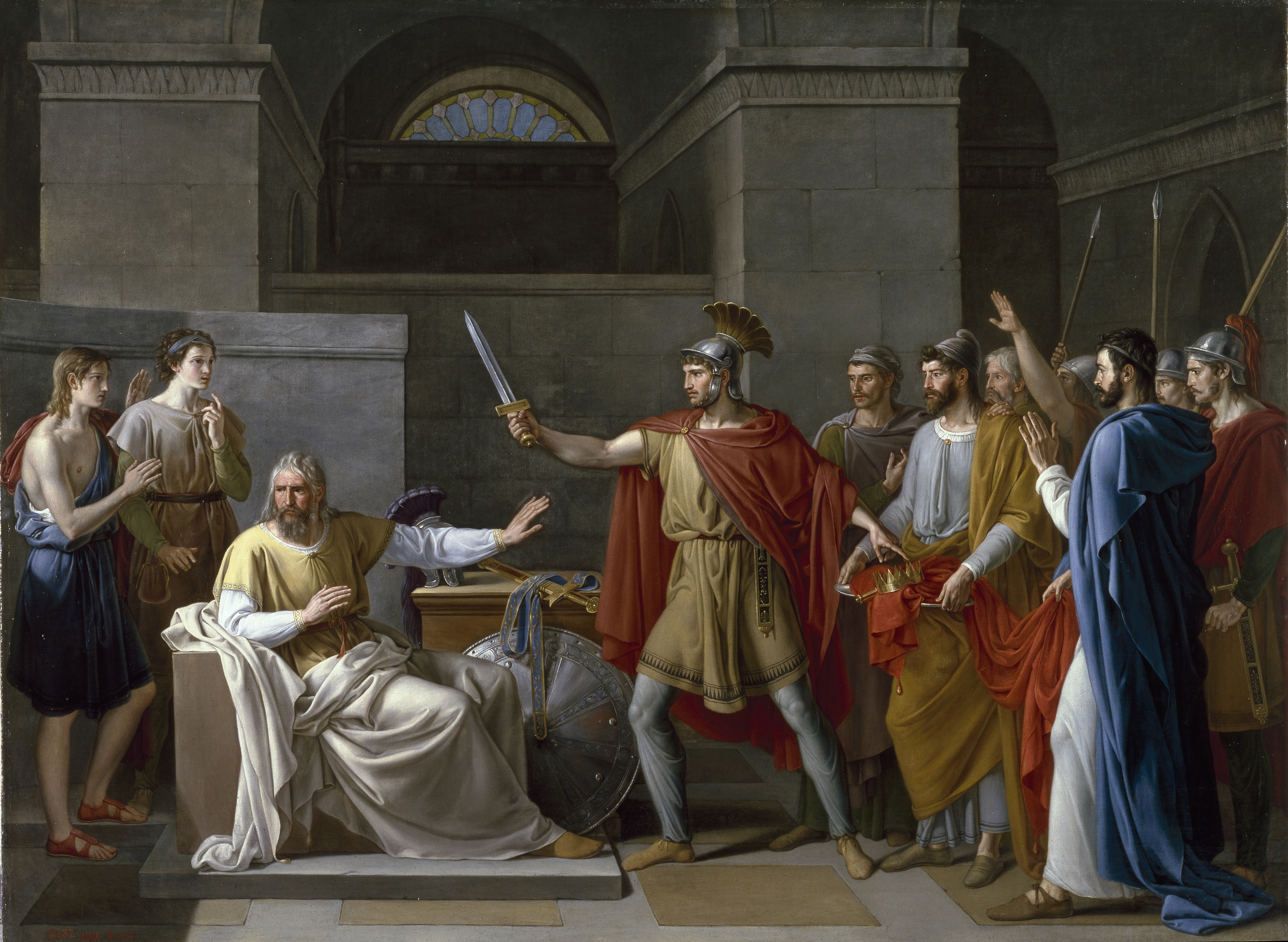
Wamba renunciando a la corona (Juan Antonio Ribera, 1819).

Con Leovigildo se produjo la unificación territorial de la península ibérica, permitiéndose los matrimonios con hispanorromanos. Con Recaredo se produjo la unificación religiosa. Se abandonó el arrianismo y el reino se convirtió oficialmente al catolicismo, iniciándose el distanciamiento de la Iglesia de Roma (favorable a Bizancio, en cuanto que heredera del Imperio romano). A partir de entonces, se disolvieron las diferencias etnográficas entre godos e hispanorromanos, abandonándose varias costumbres godas. Con Recesvinto, se produjo la unidad legislativa bajo un único Código de Derecho, el Liber Iudiciorum.
A finales del siglo VII, las luchas internas por el poder entre dos grandes ramas de la nobleza y el clero son continuas. Además, la crisis social y económica, llevaron al reino visigodo a una situación límite de control. El rey Wamba, sucesor de Recesvinto, combatía a los vascones en el norte de la Península cuando surgió una nueva rebelión en la Septimania y aunque consiguió apaciguarla, fue depuesto en extrañas circunstancias. Las contiendas se generalizaron durante los reinados de Égica y Witiza. Cuando el último rey, Rodrigo, alcanzó el trono, sus rivales se avocaron al líder musulmán norteafricano Táriq Ibn Ziyad, quien, con su victoria (711) en la batalla de Guadalete, cerca de Medina Sidonia, inicia la conquista musulmana de la península ibérica. Entre los años 716 y 725, los musulmanes conquistan la Septimania, última provincia visigoda, poniendo fin al reino visigodo e inaugurando el período islámico en la historia de España y Portugal.
La nobleza española medieval tiene su origen más remoto en la Monarquía visigoda. Tras la invasión árabe de la península en el siglo octavo los cristianos se ven obligados a recluirse en el norte peninsular donde se instala aquella primitiva nobleza visigoda. Entre estos cristianos que se refugiaron en el norte se encontraban gran parte de los nobles ligados a la desaparecida monarquía visigoda de Don Rodrigo y que fueron acogidos por la población local pasando a ser posteriormente parte de la nobleza local como es el caso de la primitiva nobleza astur.

## Arte visigodo de Hispania

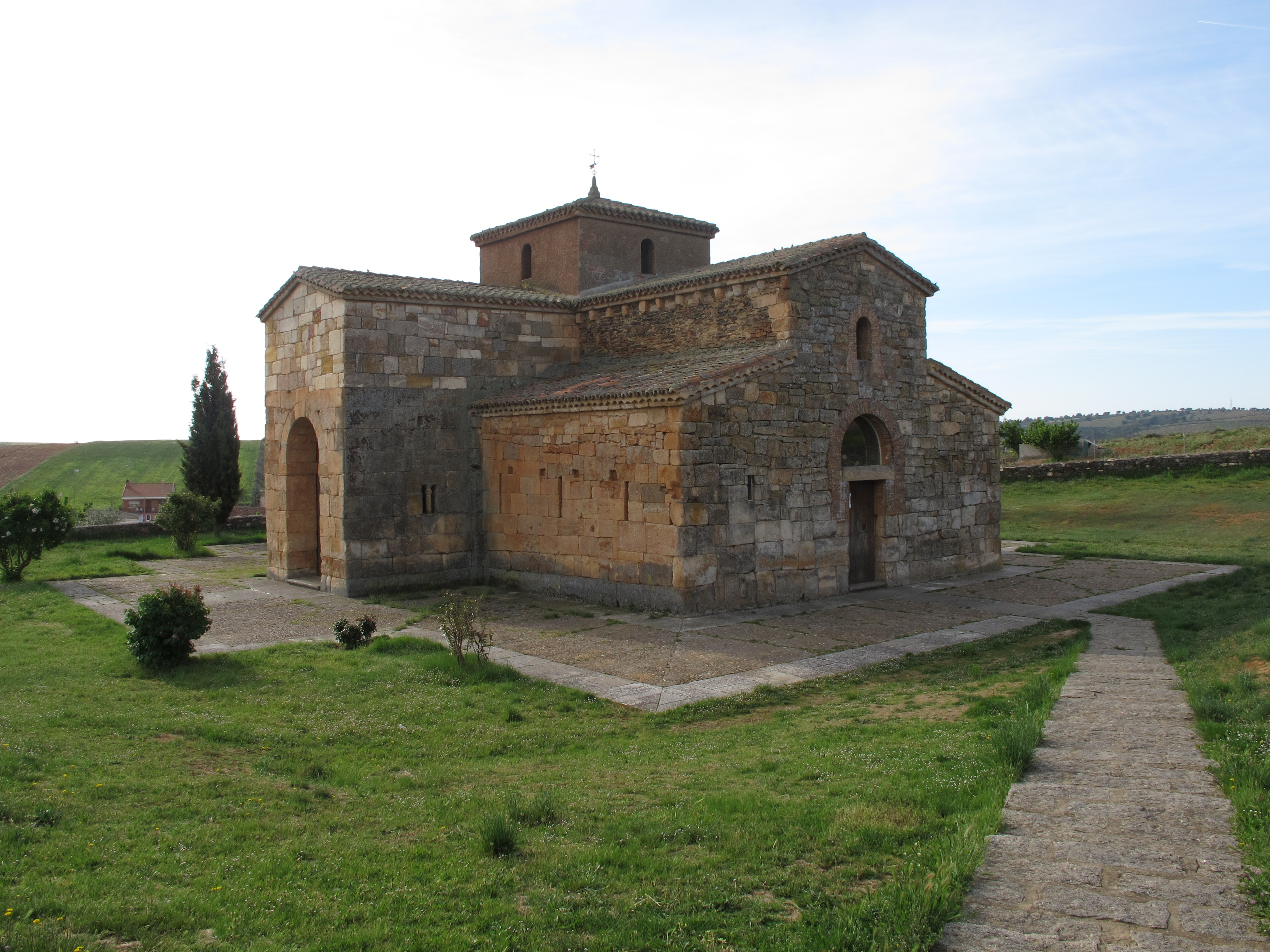
Iglesia visigoda de San Pedro de la Nave en El Campillo (Zamora).

### Arquitectura
Destacan construcciones religiosas que han sobrevivido a la conquista musulmana de la península ibérica, por estar alejadas de los núcleos urbanos, pues era frecuente reutilizar los sillares, para construir murallas, castillos, etc., desmontando los edificios visigodos existentes hasta el año 711, entre ellas: San Pedro de la Nave, en la localidad de El Campillo (Zamora), del siglo VII, la iglesia de Santa María de Melque, en San Martín de Montalbán (Toledo), que nació como parte de un conjunto monástico en el siglo VII, y otras, según detalle:
- La ermita de Santa María, situada en la localidad burgalesa de Quintanilla de las Viñas.
- La iglesia de San Juan, en Baños de Cerrato (Palencia) de tipo basilical latino.
- Las iglesias de San Martín y de Santa Comba de Bande, ambas de Orense y de tipo más o menos bizantino en forma de cruz griega.
- La capilla de San Fructuoso de Montelius en Braga, Portugal.
- La iglesia de Santa Lucía del Trampal en Alcuéscar, Cáceres.
- La cripta de San Antolín, en la catedral de Palencia

Es característico de la arquitectura visigoda el arco de herradura, que es de origen persa. A diferencia del que ya usaban las culturas orientales, el arco visigodo es menos cerrado que el musulmán y suele tener la rosca excéntrica. En cuanto a restos arqueológicos de arquitectura civil visigoda, destaca Recópolis que es una antigua ciudad de origen visigodo situada cerca de Zorita de los Canes (Guadalajara). Fue mandada construir por Leovigildo en honor a su hijo Recaredo en 578. Funcionó como un centro urbano importante, capital de una provincia visigoda denominada Celtiberia, de límites imprecisos, al este de la Carpetania (Toledo, capital del reino). El conjunto está considerado «uno de los yacimientos más trascendentes de la Edad Media al ser la única ciudad de nueva planta construida por iniciativa estatal en los inicios de la Alta Edad Media en Europa» según Lauro Olmo Enciso, catedrático de arqueología de la Universidad de Alcalá. Se han identificado los restos de un complejo palatino, de una basílica visigoda, viviendas, y talleres de artesanía.

### Orfebrería

#### Coronas y cruces votivas
Una de las muestras más llamativas del arte visigodo en Hispania, se debe al hallazgo del tesoro de Guarrazar, es un tesoro de orfebrería visigoda compuesto por coronas y cruces que varios reyes de Toledo ofrecieron en su día como exvoto. Fue hallado entre los años 1858 y 1861 en el yacimiento arqueológico denominado huerta de Guarrazar, situado en la localidad de Guadamur, muy cerca de Toledo. Las piezas están repartidas entre el Museo Cluny de París, la Armería del Palacio Real y el Museo Arqueológico Nacional, ambos en Madrid.

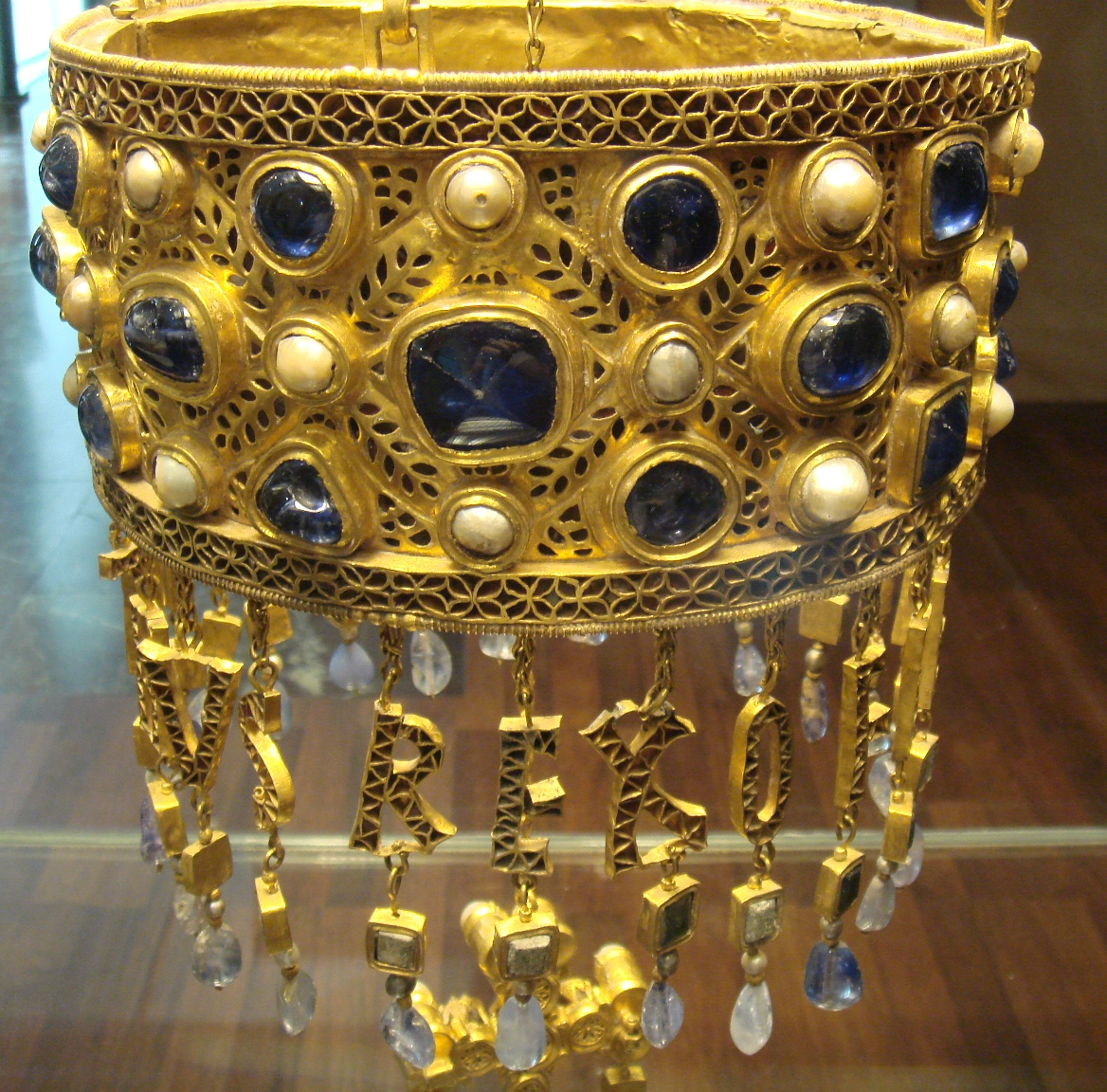
Corona del Rey Recesvinto, Museo Arqueológico Nacional (Madrid)

De las coronas, la Corona de Recesvinto es la que más llama la atención por su orfebrería y belleza, con letras colgantes de la misma, en ella se puede leer «Reccesvinthvs Rex offeret» («El rey Recesvinto [la] ofreció»).

#### Las fíbulas aquiliformes
Las fíbulas aquiliformes (en forma de águila) que se han descubierto en necrópolis como Duratón, Madrona o Castiltierra (provincia de Segovia), de gran importancia arqueológica, son una muestra inequívoca de la presencia visigoda en España. Estas fíbulas se usaban sueltas o por pares, como broche o imperdible de oro, bronce y vidrio para unir la vestimenta, obra de los orfebres de la Hispania visigoda, arqueológicamente no hay duda de que estas fíbulas pertenecían al pueblo visigodo, presente en Hispania a partir del siglo V de nuestra era. Destacan las encontradas en Alovera (Guadalajara), y que se pueden ver en la ilustración.

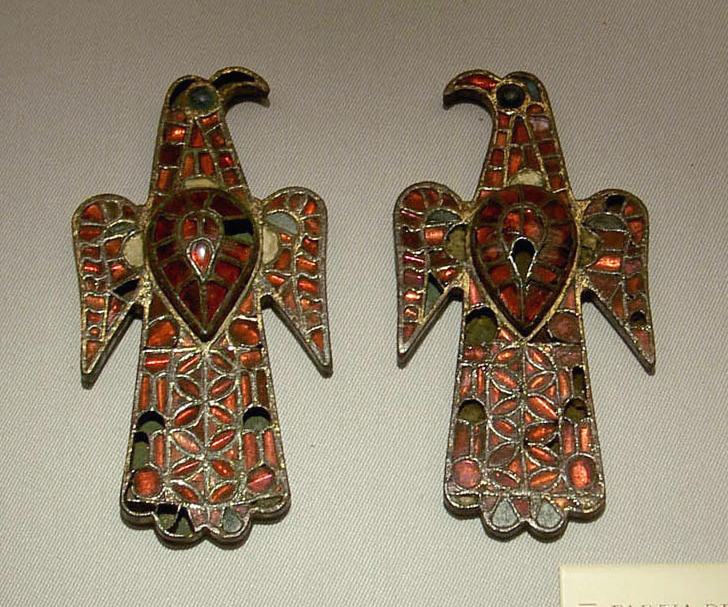
Fíbulas aquiliformes de Alovera Museo Arqueológico Nacional (Madrid).

#### Las placas y hebillas de cinturón

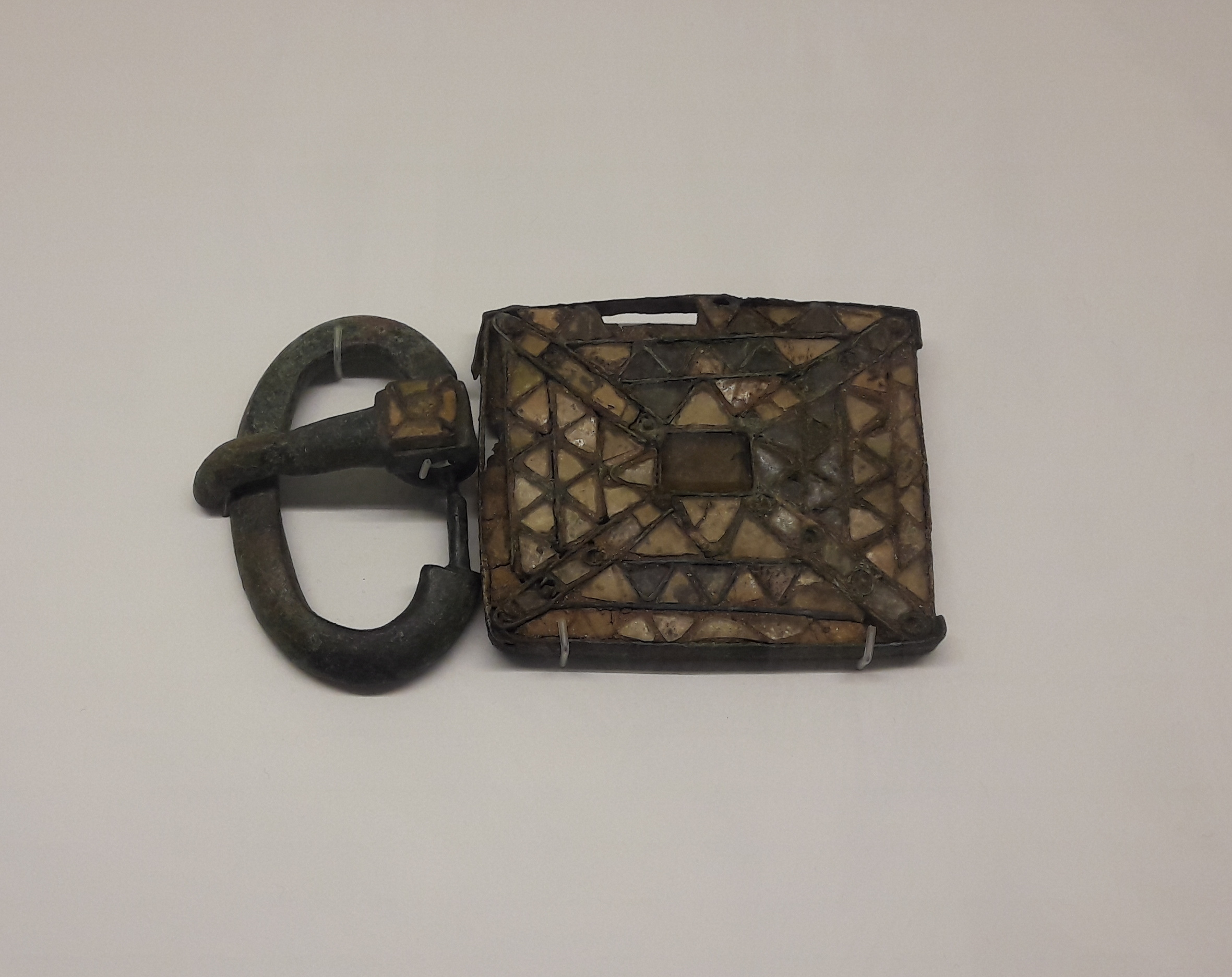
Placa y hebilla de cinturón. Bronce y hierro fundidos con decoración en pasta vítrea siguiendo la técnica del mosaico de celdillas o cloisonné. Siglos V-VII. Procedentes de la necrópolis visigoda de Castiltierra, Segovia. Museo de Málaga, España

Las placas y hebillas de cinturón encontradas en España, son objetos con una doble función, de uso cotidiano y ornamental, símbolo de rango y distinción de las mujeres visigodas, son hebillas grandes y rectangulares. Algunas piezas contienen excepcionales incrustaciones de lapislázuli de estilo bizantino. Las encontradas en la necrópolis visigoda de Castiltierra (Segovia), de los siglos V-VII, son de bronce y hierro fundidos, con decoración en pasta vítrea siguiendo la técnica del mosaico de esmalte alveolado o cloisonné, se trata de una técnica que puede utilizar incrustaciones de piedras preciosas, vidrio u otros materiales. Historiadores como G.G. Koenig, ven en las piezas de España, características similares a la forma de vestir danubiana del siglo V-VI, según el profesor Michel Kazanski director de Investigación del Consejo Nacional de Investigación Científica de Francia (CNRS), esta se desarrolló al norte del Mar Negro alrededor del año 400, y que los pueblos germánicos posteriormente la trajeron a occidente. Existe bastante variedad en la decoración, son destacables las piezas de orfebrería de las tumbas visigodas de Aguilafuente (Segovia), especialmente las encontradas en la tumba de una mujer, que se cree del siglo VI, en la que la hebilla iba acompañada de dos fíbulas y varias joyas características del traje femenino visigodo. En las necrópolis visigodas, también se encuentran pulseras de diferentes metales, collares de perlas y pendientes, con incrustaciones de vidrio de color. Todas estas joyas se han hallado en tumbas de la Hispania visigoda central, como es el caso de la necrópolis de Madrona (Segovia) que tiene un conjunto bastante variado de estos elementos ornamentales. El yacimiento de Aguilafuente consta de más de doscientas tumbas.